# NGC 3536
NGC 3536 est une lointaine et très vaste galaxie spirale barrée située dans la constellation de la Grande Ourse. NGC 3536 a été découverte par l'astronome britannique John Herschel en 1827.

## Caractéristiques
Sa vitesse par rapport au fond diffus cosmologique est de 11 187 ± 21 km/s, ce qui correspond à une distance de Hubble de 165 ± 12 Mpc (∼538 millions d'al).
NGC 3536 présente une large raie HI.
Selon la base de données Simbad, NGC 3536 est une galaxie LINER, c'est-à-dire une galaxie dont le noyau présente un spectre d'émission caractérisé par de larges raies d'atomes faiblement ionisés.